# Гај Светоније Транквил
Гај Светоније Транквил  (око 70—160) потицао је из витешког сталежа. Овај римски адвокат и књижевник је обављао и функцију секретара цара Хадријана због чега су му била доступна важна државна документа. Књижевношћу је почео да се бави по престанку обављања ове функције. Био је савременик и пријатељ историчара Плинија млађег. Имао је мали летњиковац са баштама, надомак Рима где је боравио.
Значајан је као латински историчар јер описује почетке Хришћанства.
Његова најзначајнија сачувана дела су :
- Дванаест римских царева[3]
- Биографије знаменитих ретора и граматичара (које су по др Николи Вулићу – пуне женских оговарања)[4]

## Дванаест римских царева
Дванаест римских царева сачињавају биографије римских царева од Цезара до Домицијана и покрива период I века пре нове ере до 96. године нове ере. Ово дело је сачувано у целости и битан је извор за историју Рима тог доба.